# Championnat d'Amérique du Sud de rugby à XV 1993
Navigation
Championnat 1991 Championnat 1995
Le Championnat d'Amérique du Sud de rugby à XV 1993 est une compétition de rugby à XV organisée par la Confederación sudamericana de rugby. La 18e édition se déroule du 25 septembre au 23 octobre 1993 et est remportée par l'équipe d'Argentine.

## Équipes participantes
- Argentine
- Chili
- Uruguay
- Paraguay
- Brésil

## Format
L'Argentine, le Brésil, le Chili, l'Uruguay et le Paraguay disputent des matchs sous la forme d'un tournoi. Le premier est déclaré vainqueur.

## Classement
| Rang | Nation        | J | V | N | D | Pm  | Pe  | Diff | Pts |
| ---- | ------------- | - | - | - | - | --- | --- | ---- | --- |
| 1    | Argentine (T) | 4 | 4 | 0 | 0 | 254 | 23  | +231 | 8   |
| 2    | Uruguay       | 4 | 3 | 0 | 1 | 146 | 33  | +113 | 6   |
| 3    | Paraguay      | 4 | 2 | 0 | 2 | 80  | 163 | -83  | 4   |
| 4    | Chili         | 4 | 1 | 0 | 3 | 72  | 135 | -63  | 2   |
| 5    | Brésil        | 4 | 0 | 0 | 4 | 55  | 253 | -198 | 0   |

|  | Vainqueur (no 1).        |
|  | T : Tenant du titre 1991 |

## Résultats
| 25 septembre 1993 | Brésil | 5 – 55 | Uruguay | Sao Paulo |
| 25 septembre 1993 |        |        |         | Sao Paulo |
| 25 septembre 1993 |        |        |         | Sao Paulo |

| 26 septembre 1993 | Chili | 24 – 25 | Uruguay | Santiago |
| 26 septembre 1993 |       |         |         | Santiago |
| 26 septembre 1993 |       |         |         | Santiago |

| 2 octobre 1993 | Brésil | 3 – 114 | Argentine | Sao Paulo |
| 2 octobre 1993 |        |         |           | Sao Paulo |
| 2 octobre 1993 |        |         |           | Sao Paulo |

| 2 octobre 1993 | Paraguay | 3 – 67 | Uruguay | Asuncion |
| 2 octobre 1993 |          |        |         | Asuncion |
| 2 octobre 1993 |          |        |         | Asuncion |

| 9 octobre 1993 | Uruguay | 14 – 6 | Chili | Montevideo |
| 9 octobre 1993 |         |        |       | Montevideo |
| 9 octobre 1993 |         |        |       | Montevideo |

| 10 octobre 1993 | Paraguay | 49 – 21 | Brésil | Asuncion |
| 10 octobre 1993 |          |         |        | Asuncion |
| 10 octobre 1993 |          |         |        | Asuncion |

| 11 octobre 1993 | Argentine | 70 – 7 | Chili | Buenos Aires |
| 11 octobre 1993 |           |        |       | Buenos Aires |
| 11 octobre 1993 |           |        |       | Buenos Aires |

| 15 octobre 1993 | Chili | 35 – 26 | Brésil | Santiago |
| 15 octobre 1993 |       |         |        | Santiago |
| 15 octobre 1993 |       |         |        | Santiago |

| 16 octobre 1993 | Argentine | 51 – 3 | Paraguay | Buenos Aires |
| 16 octobre 1993 |           |        |          | Buenos Aires |
| 16 octobre 1993 |           |        |          | Buenos Aires |

| 23 octobre 1993 | Uruguay | 10 – 19 | Argentine | Montevideo |
| 23 octobre 1993 |         |         |           | Montevideo |
| 23 octobre 1993 |         |         |           | Montevideo |